# Giovanni Baglione
Giovanni Baglione (Roma, 1573 circa – Roma, 30 dicembre 1643) è stato un pittore e biografo di artisti italiano, che operò principalmente a Roma tra la fine del Cinquecento e la prima metà del Seicento.
È noto soprattutto per aver scritto Le vite de' pittori, scultori et architetti dal pontificato di Gregorio XIII del 1572 in fino a' tempi di Papa Urbano Ottavo nel 1642, prima raccolta edita di biografie d'artista nella Roma del secolo XVII. Di notevole importanza anche il suo scritto Le nove chiese di Roma, edito nel 1639.

## Biografia
È lo stesso Giovanni Baglione a fornire notizie circa il suo apprendistato, avvenuto in ambito tardomanierista presso il pittore fiorentino Francesco Morelli. La sua prima attività si svolse tra Roma e Napoli e, nel 1600, collaborò con il Cavalier d'Arpino alla decorazione del transetto della Basilica di San Giovanni in Laterano, dipingendo l'Offerta dei vasi d'oro fatta da Costantino a papa Silvestro. Tuttavia, in seguito al grande successo della pittura di Michelangelo Merisi da Caravaggio che, proprio nel 1600, aveva completato la decorazione della cappella Contarelli nella chiesa di San Luigi dei Francesi con il Ciclo di San Matteo, Baglione abbandonò il suo stile tardomanierista a favore di quello caravaggesco.
La sua adesione allo stile naturalista di Merisi provocò lo sdegno di Caravaggio che, com'è noto, non gradiva essere imitato. 
Quando, nel 1603, fu esposta la Resurrezione di Giovanni Baglione alla chiesa del Gesù, il dipinto riscosse poco successo tra i pittori, almeno a detta di Caravaggio, Orazio Gentileschi, Ottavio Leoni e Onorio Longhi, i quali composero due poemetti satirici ai danni dello stesso Baglione e del suo amico e collega pittore Tommaso Salini. Con un linguaggio volgare, i poemetti satirici rivolgevano accuse pesanti a Giovanni Baglione e Tommaso Salini: il primo veniva tacciato di incompetenza e di essere addirittura il vituperio della pittura, mentre Salini - soprannominato "l'angelo custode" di Baglione - era accusato di essere una malalingua, di parlare male di tutti gli artisti eccetto Baglione e, in buona sostanza, di essere il suo tirapiedi. In seguito alla distribuzione di questi versi, sempre nel 1603, Giovanni Baglione sporse denuncia per diffamazione ai danni - appunto - di Caravaggio, Orazio Gentileschi, Ottavio Leoni e Onorio Longhi. Dopo questo processo, Baglione abbandonò il caravaggismo per tornare a quella che Carla Guglielmi Faldi chiama la "maniera propria". 
Insomma, nonostante Baglione non fosse ben considerato dai suoi colleghi, era ben visto dall'alta società e dalle alte istituzioni della Chiesa, soprattutto per il suo modo di fare con cui si ingraziava i potenti.
Le sue opere più importanti sono gli affreschi con Storie di Maria a Santa Maria dell'Orto (1598-1599), chiesa romana nella quale lavorò con molte opere addirittura fino al 1641, lasciandovi forse la maggior concentrazione di sue opere; San Filippo, Offerta dei vasi fatta da Costantino a Silvestro nel transetto di San Giovanni in Laterano (1600) (del periodo tardomanierista romano); Estasi di San Francesco (collezione privata, 1601); Santi Pietro e Paolo (Santa Cecilia in Trastevere, 1601), Amor divino che abbatte il profano (Gemäldegalerie di Berlino: sono opere con chiara influenza caravaggesca). Nelle opere successive (tra cui la perduta Resurrezione di Tabita per la basilica di San Pietro in Vaticano (1607), che gli valse il cavalierato di Cristo) si staccò dal caravaggismo. Tuttavia il San Sebastiano curato dagli angeli in Santa Maria dell'Orto - del 1624 - dimostra ancora una chiarissima ispirazione caravaggesca.

## Opere

Giovanni Baglione, Amor sacro e amor profano, 1602, (Roma)

- Storie dei Certosini, 1591-92, affreschi dell'atrio, Napoli, Certosa di San Martino
- Deposizione, 1608, olio su tela, cm 280x175, Napoli, Quadreria del Pio Monte della Misericordia
- Storie della Vergine, 1598-1599, ciclo di affreschi nell'abside, Roma, Chiesa di Santa Maria dell'Orto.
- San Sebastiano curato dagli angeli, 1624, olio su tela, Roma, Chiesa di Santa Maria dell'Orto.
- Sant'Antonio da Padova, 1624, olio su tela, Roma, Chiesa di Santa Maria dell'Orto.
- San Bonaventura, 1624, olio su tela, Roma, Chiesa di Santa Maria dell'Orto.
- Madonna col Bambino e santi, ca. 1630, affresco, Roma, Chiesa di Santa Maria dell'Orto.
- Martirio d'un santo diacono, ca. 1630, affresco, Roma, Chiesa di Santa Maria dell'Orto.
- Martirio di sant'Andrea apostolo, ca. 1630, affresco, Roma, Chiesa di Santa Maria dell'Orto.
- Sant'Ambrogio a cavallo caccia gli Ariani da Milano, 1641, olio su tela, Roma, Chiesa di Santa Maria dell'Orto.
- Madonna col Bambino e santi, 1641, olio su tela, Roma, Chiesa di Santa Maria dell'Orto.
- San Carlo Borromeo assiste gli appestati, 1641, olio su tela, Roma, Chiesa di Santa Maria dell'Orto.
- Resurrezione di Cristo, 1601-1603, olio su tela, 86 x 57 cm, Parigi, Museo del Louvre.
- Amor sacro e amore profano, 1602, olio su tela, 240 x 143 cm, Roma, Palazzo Barberini, Galleria Nazionale di Arte Antica.
- Amor sacro e amore profano, 1602-1603, olio su tela, 179 x 118 cm, Berlino, Staatliche Museen.
- San Sebastiano curato da un angelo, 1603 ca, olio su tela, 95,9 x 75,5 cm, Collezione privata.
- Giuditta con la testa di Oloferne, 1608, olio su tela, 220 x 150 cm, Roma, Galleria Borghese.
- Cristo incoronato di spine, 1610 ca, olio su tela, 163 x 116 cm, Roma, Museo Nazionale di Castel Sant'Angelo.
- Ercole al bivio, 1640-1642, olio su tela, 132 x 137 cm, Lubiana, National Gallery of Slovenia.
- Martirio di sant'Agata, olio su tela, La Valletta (Malta)
- Martirio di santo Stefano, olio su tela, Perugia, Cattedrale di San Lorenzo
- San Martino dona il mantello al povero, Perugia, Fondazione Cassa di Risparmio di Perugia, Palazzo Baldeschi al Corso
- Autoritratto, Perugia, Fondazione Cassa di Risparmio di Perugia, Palazzo Baldeschi al Corso
- Adorazione dei Magi, Roma, Chiesa di Santa Maria della Consolazione al Foro Romano
- Adorazione dei Pastori, Roma, Chiesa di Santa Maria della Consolazione al Foro Romano